# Vitebsk
Vitebsk (bělorusky Віцебск, Viciebsk, rusky Витебск, Vitěbsk, polsky Witebsk) je historické město v severovýchodním Bělorusku, nedaleko hranic s Ruskem. Protéká jím řeka Západní Dvina. Je centrem Vitebské oblasti a počtem obyvatel (přibližně 358 tisíc) se řadí na 4. místo v zemi. Vitebsk je druhým nejstarším městem Běloruska (po Polocku). Jeho Vítězné náměstí (Плошча Перамогі) je s délkou 380 m, šířkou 190 m, obvodem 1140 m a celkovou plochou 16,5 ha největším náměstím v Bělorusku.

## Historie

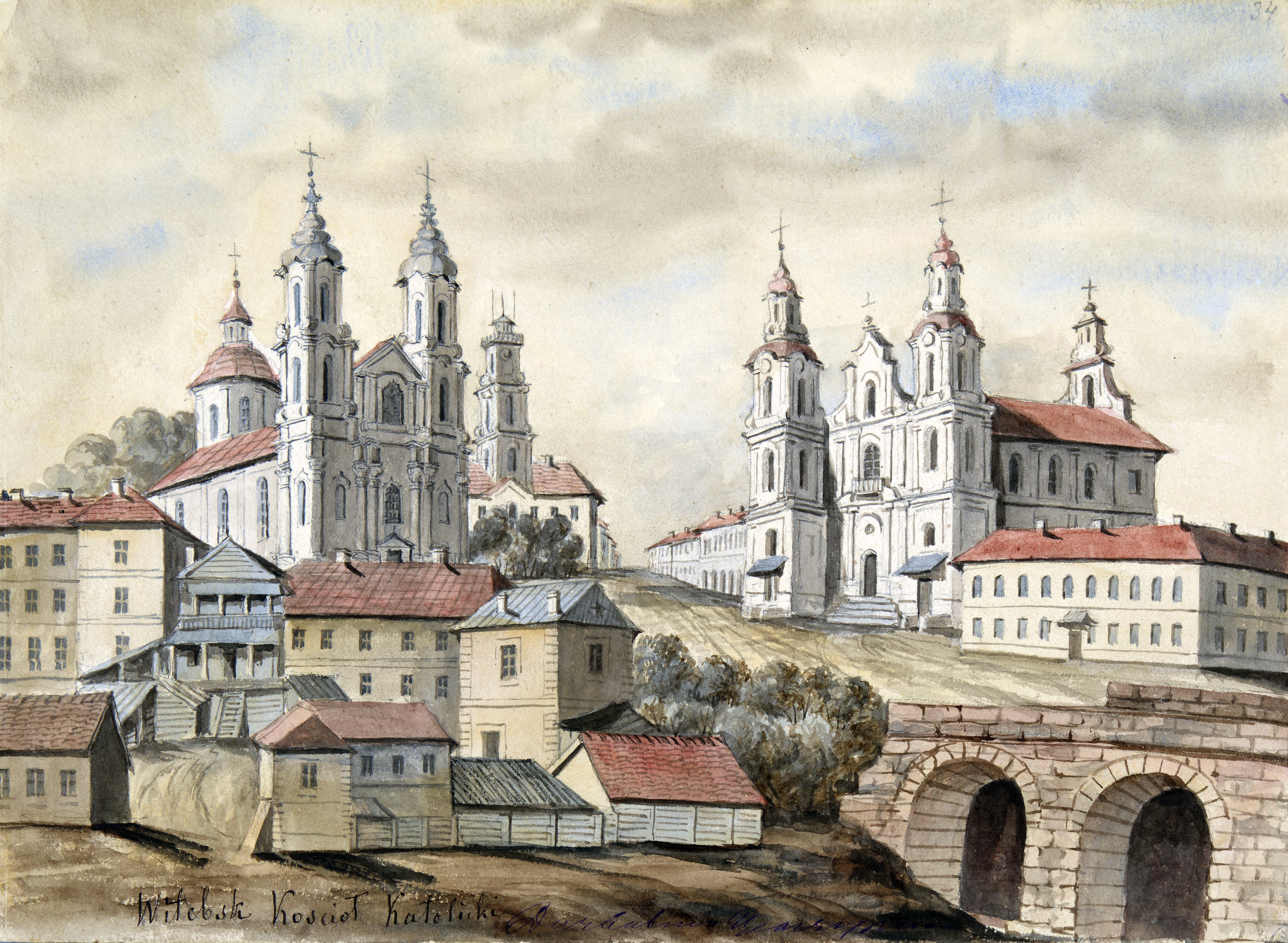
Vitebsk počátkem 19. století

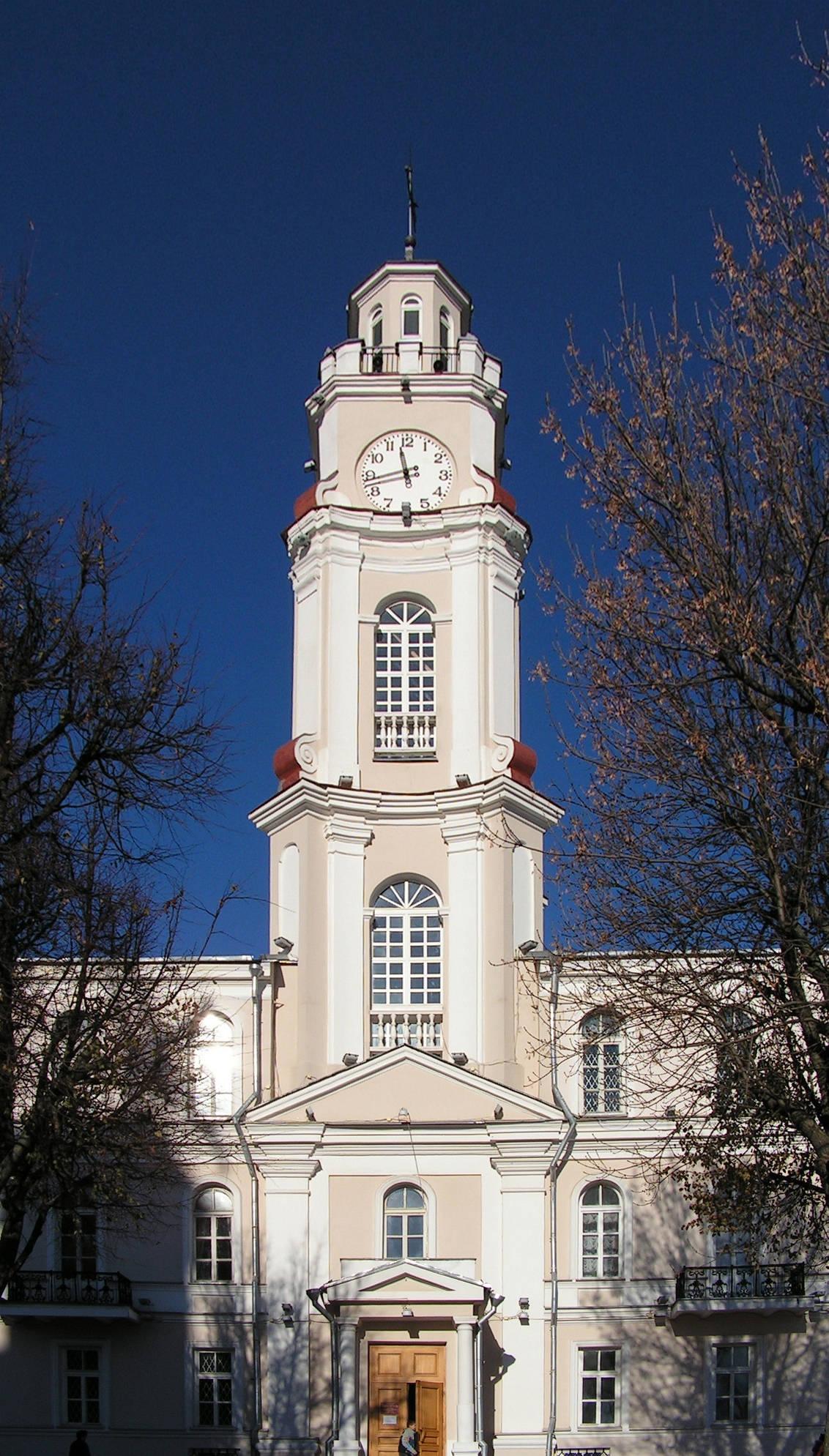
Vitebská radnice

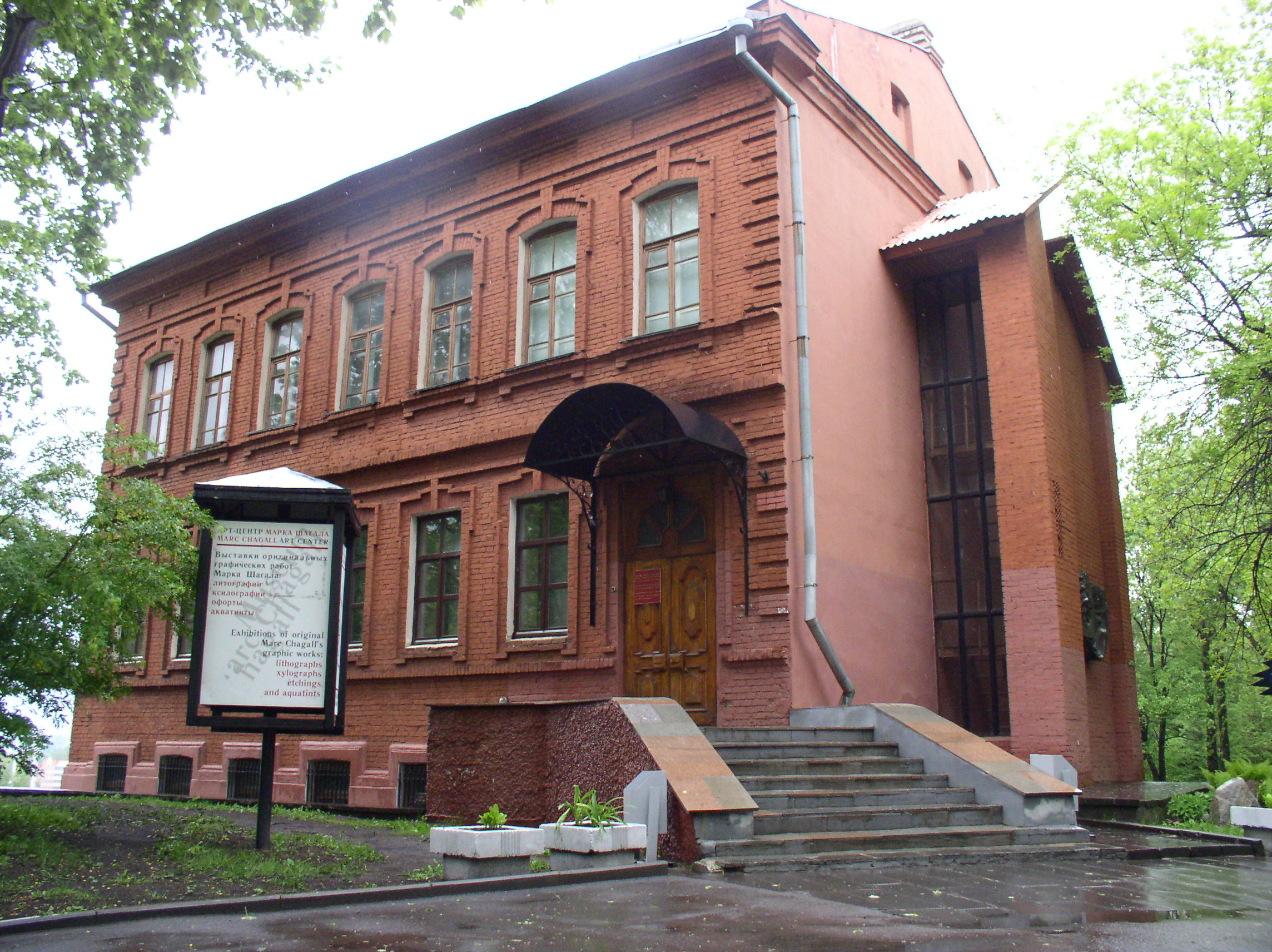
Umělecké centrum Marka Chagalla

Jde o jedno z nejstarších slovanských měst. Založila ho roku 974 kněžna Olga Kyjevská a brzy se stalo sídlem knížectví a obchodním střediskem na cestě zvané Iz Varjag v Greki, tj. na stezce spojující Baltské a Černé moře, resp. Skandinávii s Byzancí. Roku 1320 se Vitebsku zmocnilo Litevské velkoknížectví, po aktu Lublinské unie (1569) náleželo Republice obou národů. V I. dělení Polska (1772) připadlo Rusku; později se stalo sídlem Vitebské gubernie a vyrostlo zde mnoho neoklasicistních budov. Roku 1812 tudy táhl na Rus Napoleon Bonaparte. V roce 1903 zde žil pod policejním dozorem Pēteris Stučka.
V letech 1919–1991 byl Vitebsk a celé Bělorusko součástí SSSR, od roku 1991 je jedním z kulturních a hospodářských center samostatného Běloruska.

## Kultura
Památkou s velmi pohnutou historií je kostel Zvěstování Panny Marie: pochází z poloviny 12. století, byl několikrát přestavěn, v roce 1961 poničen a obnoven roku 1992. Dále je ve městě několik kostelů včetně římskokatolického, historická radnice a letní sídlo malíře Ilji Repina. Nejproslulejším vitebským rodákem je židovský malíř Marc Chagall (1887–1985).
Od roku 1992 ve zdejším Letním amfiteátru každoročně v červenci probíhá Mezinárodní festival umění Slavjanskij bazar, jehož charakteristickým rysem je soutěž interpretů populárních písní a také soutěž dětské hudby. Zastoupeny jsou též různé druhy umění – výtvarné, divadelní, kinematografické, lidová řemesla. Festivalové dny zahrnují tvůrčí setkání s různými osobnostmi světové kultury, prezentace divadelních představení a filmů, výstavy umění, ale i veletrhy za účasti řemeslníků.

## Hospodářství a doprava
Vitebsk je významným průmyslovým střediskem; sídlí zde zejména strojírenské závody (televizory Viťjaz). Město sice leží mimo hlavní koridor Minsk – Moskva, přesto je důležitým dopravním uzlem: stýkají se zde železniční i silniční tahy severojižní a západovýchodní (Petrohrad – Vitebsk – Orša – Homel – Kyjev a Riga – Polock – Vitebsk – Smolensk – Rusko). Ve městě jsou provozována maršrutková, autobusová, trolejbusová a upadající tramvajová doprava. Je zde také letiště Vitebsk.